# جائزة أوفيد

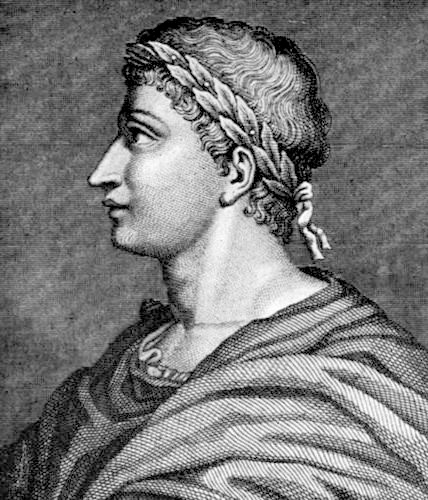
الشاعر الروماني أوفيد وقد إرتدى إكليل الغار.

جائزة أوفيد (بالإنجليزية:Ovid Prize) هي جائزة أدبية أنشئت في عام 2002 وتمنح سنويا لمؤلف ما من أي دولة، تقديرا لمجموعة من الأعمال الأدبية التي قام بها . تم تسميه الجائزة بهذا الاسم تقديراً للشاعر الروماني أوفيد، الذي توفي في المنفى في مدينة توميس (تسمى حاليا كونستانتسا وتقع في رومانيا)، على البحر الأسود، في رومانيا. يتم منح الفائزين بالجائزة مبلغ مقداره 10,000 يورو.
في عام 2002 تم تأسيس جائزة مهرجان أوفيد وقيمة الجائزة 5000 يورو. اعتبارا عام 2008، يتم منح الجائزة للمواهب الشابة البارزة.

## الحائزين على الجائزة

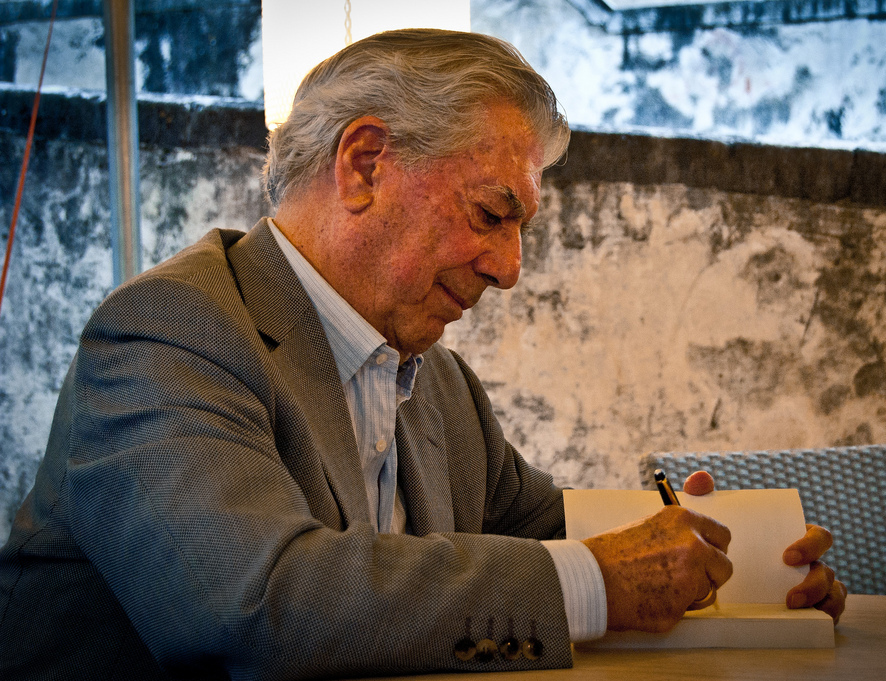
ماريو فارغاس يوسا.

### 2002
- جورج سمبران, إسبانيا [1]
- ألان روب جرييه, فرنسا [1]

### 2003
- أنطونيو لوبو أنتونيس, البرتغال
- إسماعيل قادري,[1] ألبانيا

### 2004

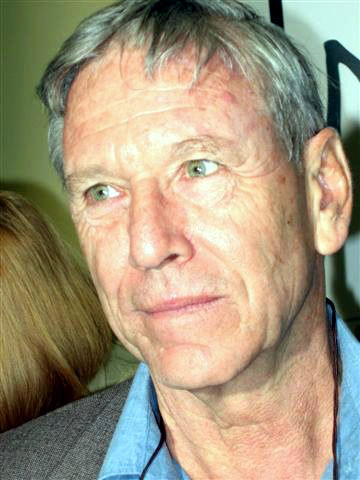
عاموس عوز

- عاموس عوز,[2] إسرائيل
- توماج شالامون,[1] سلوفينيا

### 2005
- ماريو فارغاس يوسا,[3] بيرو
- سينجيز بيكتاس,[1] تركيا

### 2006
- اندريه كودريسكو,[4] الولايات المتحدة/رومانيا
- جورج سزيرتس,[1] بريطانيا العظمى

### 2007
- يفغيني يفتوشينكو,[1] روسيا

### 2008

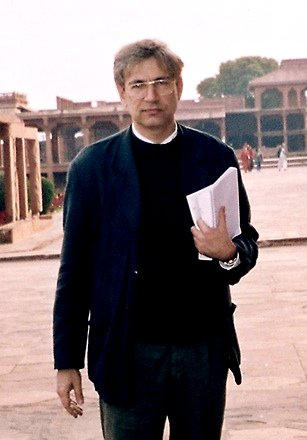
أورخان باموق

- أورخان باموق,[5] تركيا
- إيرينا دينيجهكينا, روسيا

### 2009
- بيتر إسترهازي,[6] هنغاريا
- جوي جوبيل, الولايات المتحدة

### 2010
- جان دورميسون,[7] فرنسا
- مادلين ثين, كندا

### 2011
- ميلان كونديرا,[8] فرنسا
- أوغنين سباهيتش, الجبل الأسود